# كريستوفر شرينر
كريستوفر شرينر (بالإنجليزية: Christopher Schreiner)‏ هو عازف قيثارة وعازف جاز وملحن أمريكي، ولد في 16 فبراير 1983 في نوروولك في الولايات المتحدة.

## وصلات خارجية
- الموقع الرسمي
- كريستوفر شرينر على موقع ميوزك برينز (الإنجليزية)
- كريستوفر شرينر على موقع أول ميوزيك (الإنجليزية)
- كريستوفر شرينر على موقع ديسكوغز (الإنجليزية)